# 1506 en arts plastiques
| Années des arts plastiques : 1503 - 1504 - 1505 - 1506 - 1507 - 1508 - 1509    |
| Décennies des arts plastiques : 1470 - 1480 - 1490 - 1500 - 1510 - 1520 - 1530 |

Cette page concerne l'année 1506 en arts plastiques.

## Naissances
- ? :
  - Simon de Châlons, peintre français († 1568),
  - Ippolito Costa, peintre italien († 8 novembre 1561),
  - Jean de Joigny, sculpteur franco-espagnol († 10 avril 1577),
- 1505 ou 1506 :
- Lambert Lombard, peintre, architecte, archéologue, collectionneur, numismate, mythographe, homme de lettres et historien de l'art liégeois († août 1566).

## Décès
- 13 septembre : Andrea Mantegna, peintre et graveur italien (° vers 1431),
- ? :
  - Andrea Bregno, sculpteur et architecte italien (° 1418),
  - Filippo di Antonio Filippelli, peintre italien (° 1460),
  - Riccardo Quartararo, peintre italien (° 1443),
- Vers 1506-1507 :
- Alart Duhameel, architecte et graveur brabançon (° vers 1450),
- Vers 1506 :
  - Mattioli Ludovico di Angelo, peintre italien (° 1481),
  - Pier Antonio Mezzastris, peintre italien appartenant à l'école ombrienne (° vers 1430).